# Ponadtlenki
Ponadtlenki – nieorganiczne związki chemiczne o charakterze soli, zawierające jednowartościowy anion ponadtlenkowy O−
2. Ponadtlenki w stanie wolnym znane są tylko dla litowców (np. ponadtlenek potasu KO2). Powstają podczas spalania odpowiednich metali na powietrzu lub w atmosferze tlenu. Są to substancje krystaliczne o barwie od żółtej do pomarańczowej.

## Budowa
Długość wiązania O–O w ponadtlenkach jest podobna do długości wiązań O–O w ozonie i wynosi 1,28 Å (dla KO
2), co stanowi wartość pośrednią między wiązaniem podwójnym w tlenie (O=O, 1,21 Å), a wiązaniem pojedynczym w nadtlenkach ([O–O]2−, 1,49 Å). Strukturę jonu ponadtlenkowego można zapisać wzorem [O⋯O]−, gdzie między atomami tlenu występuje wiązanie trójelektronowe o rzędzie 1,5.

## Reakcje
Ponadtlenki litowców gwałtownie reagują z wodą z wydzieleniem wolnego tlenu, zapalają siarkę i większość substancji organicznych. Poza ponadtlenkami litowców znane są ponadtlenki berylowców oraz cynku i kadmu, które jednak występują tylko w małych stężeniach jako roztwory stałe w nadtlenkach.
Jon O−
2 jest wolnym rodnikiem i może oddziaływać z kompleksami metali oraz z molekułami i układami biologicznymi. Wobec silnych utleniaczy wykazuje właściwości redukujące.
Ponadtlenki energicznie reagują z wodą:
2O−
2 + H2O → O2 + HO−
2 + OH−

2HO−
2 → 2OH−
 + O2 (powoli)
Reakcję ponadtlenków z dwutlenkiem węgla wykorzystuje się do jego usuwania w układach zamkniętych i regeneracji tlenu, np. w okrętach podwodnych:
4KO
2
(s) + 2CO
2
(g) → 2K
2CO
3
(s) + 3O
2
(g)